# Komitet Nauk Filozoficznych Polskiej Akademii Nauk
Komitet Nauk Filozoficznych Polskiej Akademii Nauk – jednostka organizacyjna Polskiej Akademii Nauk, której celem jest koordynacja i opiniowanie działalności w zakresie dyscyplin filozoficznych oraz analiza publikacji i ocena programów nauczania.

## Historia
Komitet Filozoficzny powstał w ramach Wydziału I Nauk Społecznych Polskiej Akademii Nauk w 1952 r. Sekretarzem tego wydziału był wtedy Stefan Żółkiewski, który projekt powołania komitetów przedstawił na posiedzeniu Prezydium PAN 24 maja 1952. Członkami założycielami Komitetu byli Adam Schaff, Kazimierz Ajdukiewicz, Józef Chałasiński, Franciszek Fidler, Tadeusz Kotarbiński i Zygmunt Modzelewski. Mocą uchwały Prezydium PAN nr 9/60 25 marca 1960 powołano Komitet Nauk Filozoficznych i Socjologicznych, którego przewodniczącym został Adam Schaff. W 1969 r. Komitet podzielono: powstał Komitet Nauk Filozoficznych i Komitet Nauk Socjologicznych.
Przewodniczącymi KNFiS, a następnie KNF byli kolejno: Adam Schaff (1960-1968), Jan Legowicz (1969-1971), Marek Fritzhand (1972-1980), Barbara Skarga (1981-1983), Marek Fritzhand (1984-1986), Tadeusz Jaroszewski (1986-1987), Zbigniew Kuderowicz (1987-1989), Barbara Skarga (1990-1992), Jerzy Pelc (1993-1995), Ryszard Wójcicki (1996-1998), Andrzej Grzegorczyk (od 1999). Obecnie KNF liczy 34 członków, a jego przewodniczącym jest Piotr Gutowski.
KNF wraz z Instytutem Filozofii i Socjologii PAN jest wydawcą czasopisma „Przegląd Filozoficzny”.